# Hiranjagarbha
Hiranjagarbha (dewanagari हिरण्यगर्भ, Złoty Zarodek, Złote Dziecię, Złote Ziarno, en Hiranyagarbha) – termin kosmologiczny z mitologii i filozofii indyjskiej opisywany najczęściej jako forma zarodkowa stwórcy, embrion ukryty w wodach. Może być też użyty w znaczeniu imienia lub tattwy. Występuje już w tekście Wed.
W jednej z wersji przekazów z hiranjagarbhy ma wyrastać drzewo kosmiczne lub w innych wersjach dwa drzewa - żeńskie i męskie "pipal" (aśwattha).

## Źródłosłów
Garbha to macica, stąd spotykane tłumaczenia tego złożenia to: złote jajko, złoty zarodek, złote nasienie.
Określenie hiranja na złotą barwę występuje również w innych kontekstach, np. w imieniu Hiranjakeśin (Złotowłosy) – rysziego z epoki wedyjskiej.

## Znaczenia
Termin hiranjagarbha bywał różnie interpretowany w hinduizmie i filozofii indyjskiej na przestrzeni dziejów :
- kosmiczny Purusza, twór (lub syn) Skambhy[7]
- jedno z imion brahmana.
- pierwsze upostaciowienie Absolutu[2]
- jedyna wieczna forma w kosmosie. Postać Brahmy, jaką ten przyjmuje na czas mahapralai według Ramanudźy[8]
- pierwsza forma materialna powstała podczas stwarzania świata
- zarodkowa (kulista lub w kształcie jaja) forma wszechświata w literaturze puranicznej. Od tej formy opis genezy wszechświata przedstawia Brahmandapurana[9].
- postać zarodkowa Brahmy jako pierwszej istoty (urodzony jako pierwszy), promieniująca jak Słońce według Manu[10]
- Najwyższy bóg wszystkich istot, podtrzymujący niebo i ziemię[11].

W początkach wszechświata Brahma przez rok przebywał wewnątrz hiranjagarbhy. Następnie to jajo rozdzielił na połówki : nieboskłon i ziemię. Taki opis przedstawia Rygweda.
- pierwotny zaczątek jogi[12] (Tattwawaiśaradi 1.1, Mahabharata 12.337.60)
- buddhi w ujęciu filozofii sankhji (Mahabharata 12.291.17)
- lingamatra (samo czyste istnienie, czysty przejaw) zgodnie z Js II.19  i komentarzem  Wjasy[13]